# سافيتري (ممثلة)
نيسانكارا سافيتري شهيرة سفاتيري غنيسان؛ وليدة 6 ديسمبر 1935 ماتت26 ديسمبر 1981) كانت ممثلة ومغنية ومخرجة أفلام هندية معروفة بأعمالها في المقام الأول في أفلام التيلجو و التمثيل وهي إحدى الممثلات الأكثر شهرة وا شعبية . اشتهرت سافيتري بتعدد استخداماتها، وكانت مثالًا لطريقة التمثيل في سينما جنوب الهند . كانت واحدة من الممثلات الأكثر إنجازًاتعتبر واحترامًا على الإطلاق في جنوب الهند.
في مهنة امتدت لثلاثة عقود، لعبت سافيتري دور البطولة في أكثر من 250 فيلما. كان أول دور مهم لها في فيلم عام 1952 بيلي تشيسي تشودو لاحقًا، لعبت دور البطولة في أفلام ناجحة وحائزة على جوائز مثل ديفاداسو (1953)،  دونجا رامودو (1955)، مايابازار (1957)، ونارتاناسالا (1963)، والتي ظهرت في الفيلم الأفرو آسيوي. مهرجان في جاكرتا . كما لعبت دور البطولة في أعمال مثل